# Apodemus epimelas
Apodemus epimelas або Sylvaemus epimelas (Мишак широкозубий) — вид роду Apodemus (Sylvaemus).

## Середовище проживання
Країни проживання: Албанія, Боснія і Герцеговина, Болгарія, Хорватія, Греція, Македонія, Чорногорія, Сербія. Зустрічається, принаймні, до 1600 м. Населяє скелясті області з рідким покривом трав або чагарників. 

## Загрози та охорона
Ніяких серйозних загроз до цього виду нема. Проживає в охоронних територіях.